# Gáspárdy Géza (ügyvéd)

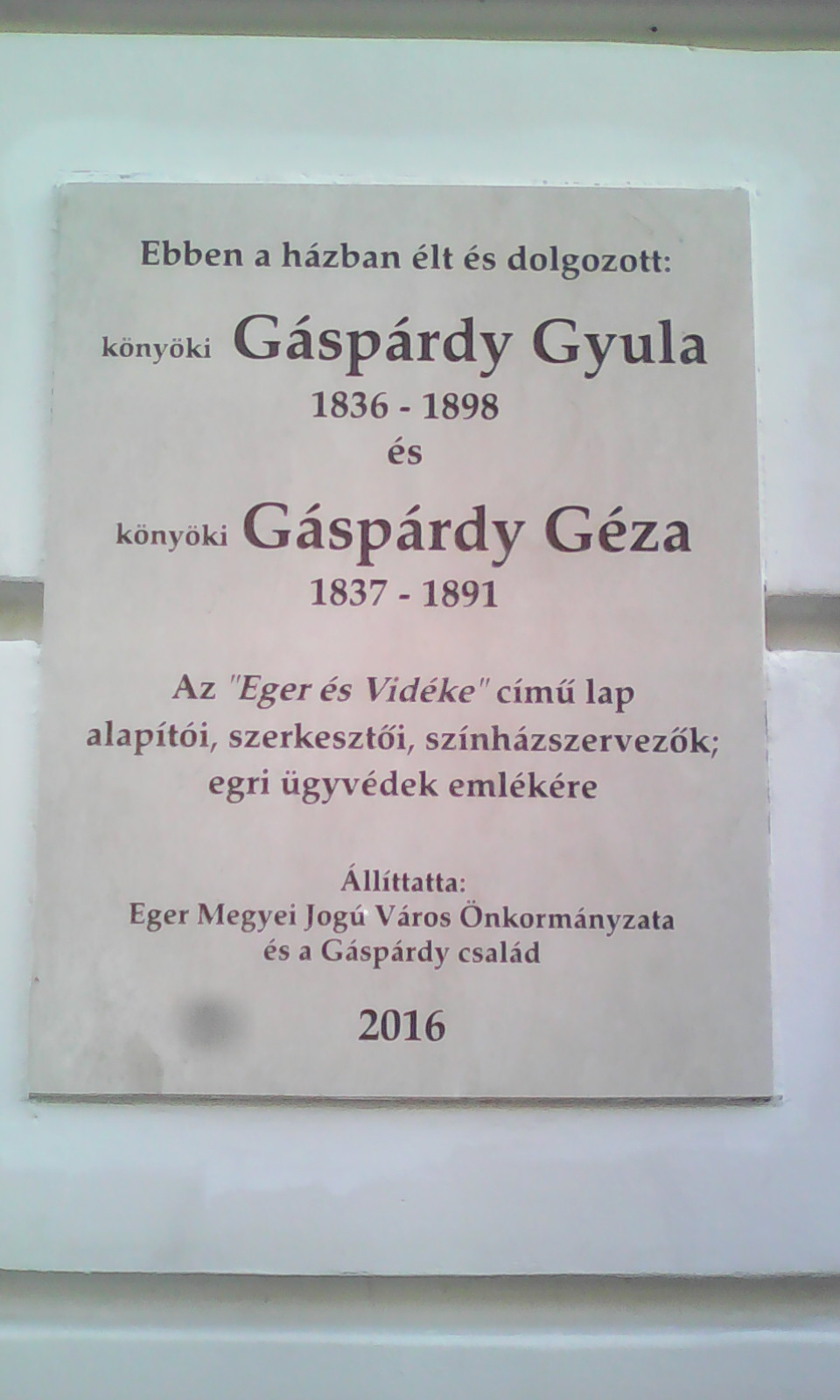
Gáspárdy Géza és bátyja, Gyula emléktáblája az egri Széchenyi út 12. számú házon

Könyöki Gáspárdy Géza (Eger, 1837. január 12. – Eger, 1891. december 26.) ügyvéd, szolgabíró, megyei és városi bizottsági tag, Nógrád vármegye tiszti főügyésze.

## Élete
Gáspárdy Lajos (1804–1855) és szalgári Szalgháry Rozália Terézia (1795–1863) fia. Középiskoláit szülővárosában, a jogot a pesti egyetemen végezte 1856-ban és az akkoriban fennálló császári és királyi törvényszéknél auscultáns lett, 1858-ban a mezőkövesdi járásbírósághoz segédbíróvá nevezték ki. Az októberi diploma megjelenésekor disponibilitásba helyezték. 1862 elején tarna-járási (Heves megye) szolgabíróvá nevezték ki, mely állásában 1867 végeig maradt. Ezután gazdálkodni vezekényi birtokára vonult. 1870-ben Egerbe tért vissza, ahol ügyvédi irodát nyitott. Egerben, a Fájdalmas Szűzről nevezett sírkertben nyugszik.
Az Eger és Vidéke című lapnak alapításától (1884. március 12.) haláláig munkatársa volt és azt 1887. január 1-től 1890. január 1-ig szerkesztette.